# William Behnes

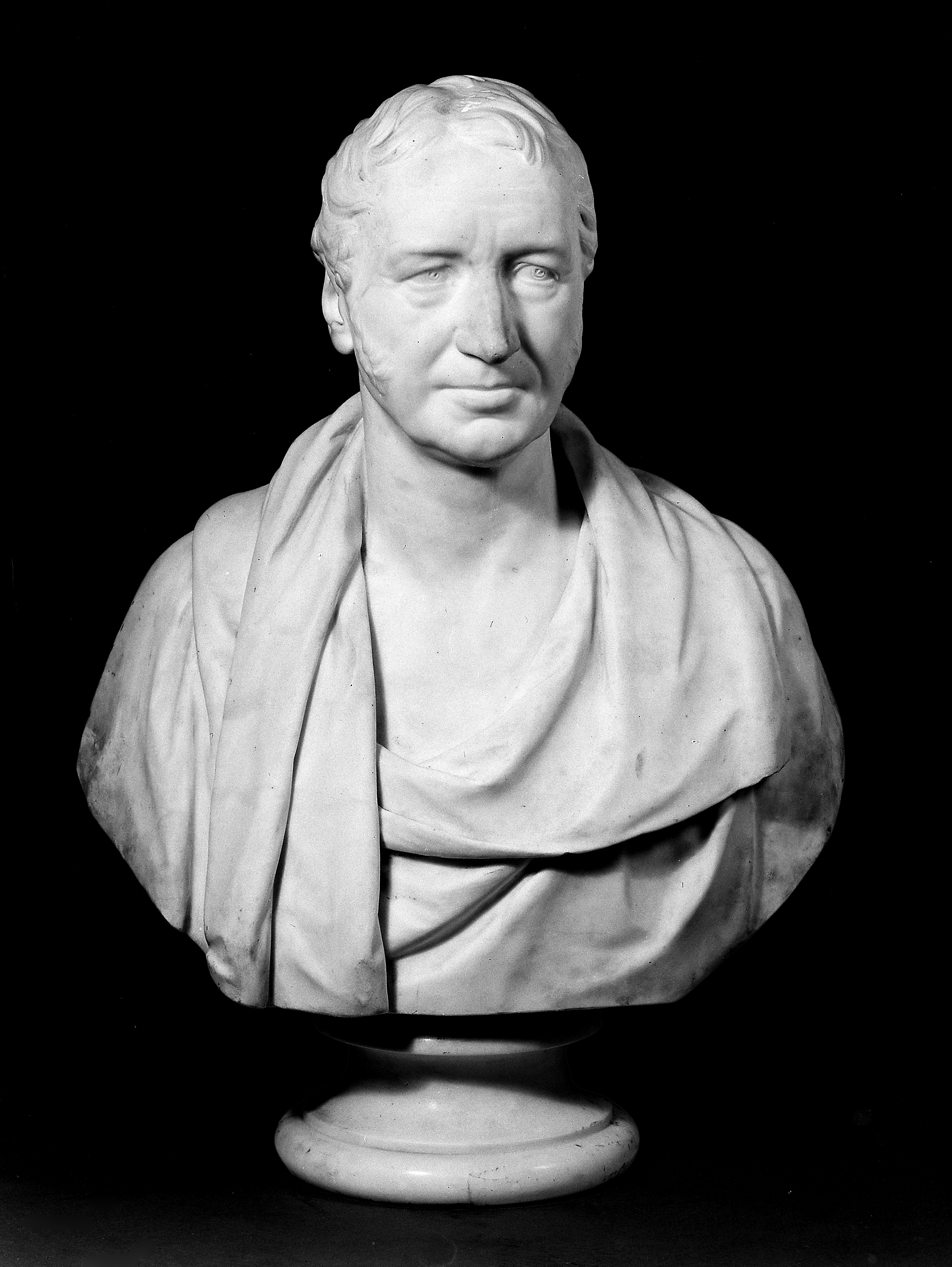
William Behnes, porträttbyst föreställande sir Benjamin Collins Brodie.

William Behnes, född 1795, död 3 januari 1864, var en brittisk skulptör och målare.
Behnes utbildades i London till porträttmålare, men övergick snart till att verka som skulptör. Han var särskilt framstående inom framställningen av barn, till exempel en byst av drottning Viktoria och skulpturer av lord Mansfields barn. Av monumentala verk kan nämnas statyerna av sir William Webb Follett och Andrew Bell i Westminster Abbey, kolossalstatyerna av William Babington i Sankt Paulskatedralen och Georg IV i Dublin. Behnes liv och konst kom på hans äldre dagar att förfalla; han gick i konkurs 1861 och dog, bortglömd och utarmad, på Middlesex Hospital.